# Asesinato de la familia Goldmark
En la víspera de Navidad de 1985, David Lewis Rice asesinó a toda la familia Goldmark, creyendo que el padre era un importante funcionario comunista judío que conspiraba para entregar Estados Unidos a un gobierno comunista mundial.

## Trasfondo

### Familia Goldmark

#### Mudanza a Washington
En 1942, John E. Goldmark, un abogado educado en Harvard y oficial de la Armada de los Estados Unidos del estado de Nueva York, se casó en Washington D. C. con Irma «Sally» Ringe, una trabajadora del New Deal de Brooklyn, Nueva York. Después de la Segunda Guerra Mundial, se mudaron al estado de Washington con su hijo, Charles, nacido en enero de 1944, y compraron un rancho a 250 millas al noreste de Seattle, en el condado de Okanogan, Washington, con el deseo de vivir de la agricultura y la naturaleza.
En la década de 1960, el rancho Goldmark tenía 500 acres. Allí cultivaban trigo y criaban ganado. John Goldmark se convirtió en un destacado líder local demócrata y fue elegido representante estatal en la Cámara de Representantes de Washington en Olympia en 1956. Goldmark fue reelegido dos veces más en el distrito de Okanogan, de tendencia republicana.

#### Acusaciones de comunismo
En 1962, mientras Goldmark se preparaba para su cuarta reelección, dos periódicos locales lo acusaron de ser simpatizante del comunismo.
En el editorial Catching Up With John («Poniéndome al día con John») en el Tonasket Tribune por el editor Ashley Holden, John Goldmark fue acusado de ser cómplice de «una monstruosa conspiración para convertir a Estados Unidos en un estado totalitario que estrangularía la libertad y aplastaría la iniciativa individual». En otra ocasión, Holden describió a Goldmark como «el ídolo de los Pinkos y los ultraliberales que infestan cada sesión de la legislatura». Holden y otros usaron como argumentos en su campaña el hecho de que el hijo de John y Sally, Charles, fue al liberal Reed College en Portland, Oregón, y que Sally, durante la Gran Depresión, se unió al Partido Comunista de los Estados Unidos (CPUSA). El interés de Sally por la música folk también se citó como evidencia de sus simpatías comunistas. El exlegislador estatal republicano y expresidente del Comité Estatal de Actividades Antiestadounidenses Albert F. Canwell, en una entrevista grabada, acusó a Sally de haber pertenecido al CPUSA en 1948, cinco años después de cuando afirmó haber dejado el partido. Canwell una vez se refirió a Sally Goldmark como una «comunista lesbiana».
El 23 de agosto de 1962, se llevó a cabo una manifestación «no política» en un salón de la Legión Estadounidense de Okanogan, presidida por Loris Gillespie, un horticultor local y expresidente del Partido Republicano del condado. Gillespie acusó a la Unión Estadounidense por las Libertades Civiles, de cuyo comité estatal John Goldmark era miembro, de ser una fachada comunista. Ashley Holden publicó el artículo Commie Front Exposed by Al Canwell in Legion Talk («Fachada comunista expuesta por Al Canwell en charla en la Legión») sobre este incidente en el mismo número del Tonasket Tribune junto con su editorial Caching Up With John. Después de estas publicaciones, John Goldmark perdió la nominación de su partido para la campaña política 1962.
Luego, Goldmark contrató al abogado William Lee Dwyer y demandó a Holden y sus aliados por difamación, ganando $ 40 000 en daños; este fallo se revocó más tarde sobre la base de New York Times contra Sullivan, un fallo que establecía que, aunque las acusaciones eran claramente falsas, no había pruebas de que se hubieran hecho con malicia. La familia Goldmark luego se mudó a Seattle. John Goldmark nunca volvió a ocupar un cargo político. Murió en 1979, de cáncer, en Seattle. Sally Goldmark murió a principios de 1985.

#### Charles Goldmark
Después de graduarse de Reed College, Charles se alistó en Escuela de Derecho Yale y se unió a una academia militar para convertirse en oficial de inteligencia militar. Mientras servía en Europa, conoció a Annie J. Carlsten, una intérprete francesa cuyo padre era sueco mientras que su madre era francesa. Annie y Charles pronto se casaron, se mudaron a Seattle y tuvieron dos hijos. Charles se unió al bufete de abogados Davis, Wright, Todd, Riese & Jones, antes de dejar el bufete en 1976 con su amigo, Jim Wickwire (uno de los dos primeros alpinistas estadounidenses en alcanzar el pico K2), para comenzar un nuevo bufete de abogados, Wickwire, Lewis, Goldmark & Schorr. Charles se especializó en litigios civiles. Mientras tanto, su esposa, Annie, continuó su carrera en la traducción.
Además de su trabajo legal, Charles también trabajó en política, convirtiéndose en asesor legal del Partido Demócrata del Estado de Washington y sirviendo como delegado de Gary Hart durante la Convención Nacional Demócrata de 1984.

### David Lewis Rice
David Lewis Rice nació en 1958 en Durango, Colorado. Su familia se mudó durante su infancia junto con el padre, quien viajó por el suroeste de Estados Unidos por su trabajo en la construcción.
A los cuatro años, Rice chocó contra una puerta corrediza de vidrio que se hizo añicos, cortándose la ceja derecha y dejándolo parcialmente ciego de ese ojo. A los diez años, tras una discusión con su hermano, cerró con llave la puerta de su habitación e intentó suicidarse ahorcándose.
Cuando era adolescente, Rice había crecido a 6 pies y 2 pulgadas (1,88 m), y sufrió bullying por su altura. Rice abandonó la escuela secundaria en el décimo grado y se unió a la Armada de los Estados Unidos antes de ser dado de baja durante el entrenamiento.
Más tarde, Rice se casó y tuvo un hijo, pero su esposa le demandó el divorcio. Trabajó como soldador antes de ser despedido por quiebra.
En 1982, Rice vivía en Seattle, durmiendo en refugios para personas sin hogar o en automóviles antes de conocer a la naturópata de 40 años Anne Davis, con quien inició una relación, antes de mudarse a su apartamento en Capitol Hill para vivir de vez en cuando.
Anne Davis presentó a Rice al Duck Club, un grupo de estudio antisemita, anticomunista, de derecha y ultranacionalista dirigido por el coronel retirado del ejército estadounidense Gordon «Jack» Mohr, autoproclamado «comandante militar nacional» de la Liga de Defensa de Patriotas Cristianos, y cuya sección de Seattle fue dirigido por el exempleado de Boeing, Homer Brand. Rice estaba tan entusiasmado por los artículos de Mohr que intentó contactar a Mohr en Misisipi, donde vivía, solo para ser rechazado. Rice comenzó a creer en una «conspiración comunista con la ayuda de los banqueros internacionales y la Junta de la Reserva Federal», como dijo más tarde su abogado defensor.
Posteriormente, Brand reconoció que entre los temas abordados durante las discusiones del Duck Club estaban los supuestos vínculos comunistas de la familia Goldmark, lo que llevó a Rice a investigar más y más sobre el tema, llegando a la conclusión de que Charles Goldmark era el «director regional del Partido Comunista de los Estados Unidos» y que Rice tenía que actuar para salvar a Estados Unidos.
Mientras tanto, la situación financiera de Rice comenzó a empeorar, con él cada vez más endeudado y su compensación por desempleo se agotó 4 o 5 meses antes de los asesinatos.

## Asesinato

### Preparación
La novia de Rice, Anne Davis, se había ido de vacaciones por Navidad y le había dejado comida y dinero con el entendimiento de que él estaría fuera cuando ella regresara. Rice empeñó el televisor de Davis por $10.
Días antes de los asesinatos, Rice probó el cloroformo en sí mismo «y compró un par de esposas y una pistola de juguete. También compró un M1 Garand pero decidió no usarlo por el ruido que habría hecho. Estos artículos y otras herramientas y armas aparecieron en una lista titulada «Armamento básico para una misión de un hombre» en un cuaderno, escrito por Rice, encontrado por la policía en una búsqueda en el apartamento de Anne Davis dos días después del crimen.
Rice planeó torturar a Charles para obligarlo a dar una lista de operativos comunistas y luego asesinarlo, para abrirse camino hasta la escalera de la jerarquía comunista. Rice también quería el dinero de los Goldmark, ya que imaginaba que eran ricos. Más tarde se determinó que la motivación de Rice para cometer los asesinatos se basó igualmente en factores políticos y financieros. Rice confesó haber querido asesinar a los Goldmark durante seis meses, pero que no incluyó a los niños Goldmark y pensó que habrían estado ausentes el día de los asesinatos, aunque Rice afirmó que, como los niños lo habían visto, tuvo que matarlos: «Los niños, no los esperaba».
Aproximadamente el 1 de noviembre, Rice viajó al vecindario de los Goldmark para «ver qué tipo de casa era y solo para ver el vecindario» y no pudo ver cómo eran Charles y Annie. Una semana después, Rice visitó el edificio de oficinas de Goldmark pero no pudo ver a Charles y en diciembre regresó a su casa y no pudo ver si vivían allí.

### Masacre de la familia Goldmark
En la víspera de Navidad de 1985, Rice, haciéndose pasar por un taxista que tenía un paquete que entregar, logró entrar a la casa de Charles Goldmark en Seattle. Rice había ido previamente a la casa de un vecino antes de enterarse de que estaba equivocado, y luego fue a la casa de los Goldmark.
A las 7:10 pm, amarró a la familia; Charles, su esposa Annie y sus dos hijos, Derek de 12 años y Colin de 10, los sedó con cloroformo después de robarles sus objetos de valor (incluida una tarjeta bancaria para la que Charles le dio un número de acceso falso y las llaves de su auto) y descubrió que invitados vendrían a las 7:30. Temiendo no tener suficiente tiempo para extraer información sobre la conspiración comunista de Charles, y que la familia Goldmark pudiera identificarlo, buscó un arma, se conformó con una plancha de vapor y un cuchillo de cocina y los golpeó y apuñaló hasta matarlos antes de irse.
Durante la investigación, se determinó que, después de que fueron cloroformizados, Rice primero golpeó a Charles con el borde puntiagudo de la plancha de vapor en la cabeza y luego le hizo lo mismo a Annie, golpeándola lo suficientemente fuerte como para hacer que se moviera; después de golpes adicionales, dejó de moverse. Luego, Rice hizo lo mismo con los niños antes de verificar si el padre todavía estaba vivo revistando el pulso en las arterias del cuello. Al descubrir que tanto Charles como Annie seguían con vida, Rice «decidió completar el trabajo con el cuchillo» y comenzó con Charles, insertando la hoja en la herida creada por los golpes, golpeando el extremo opuesto del cráneo a una profundidad de cinco pulgadas a través del cerebro. Rice hizo lo mismo con los niños y luego, al no encontrar ninguna herida en el cráneo de Annie, la apuñaló en el pecho.

### Descubrimiento de los cuerpos
Como estaba previsto, a las 7:30 pm, los invitados llegaron a la residencia Goldmark, tocaron el timbre y, como nadie atendió, regresaron a sus casas. Una vez allí, llamaron a los Goldmark y al ver que seguían sin responder, los invitados se alarmaron y regresaron a la residencia Goldmark. Esta vez escucharon gemidos desde el interior de la casa. Se dirigieron a la casa cercana de Jeffrey Haley, donde sabían que podían encontrar una llave de la casa Goldmark, luego regresaron para abrir la puerta con Jeffrey y su hermano Peter. Una vez allí, subieron las escaleras, entraron a la habitación y vieron que toda la familia había sido amarrada. Annie había sido apuñalada en el pecho mientras que Charles y sus dos hijos parecían haber sido heridos en la cabeza. Ambos padres habían sido esposados con los brazos a la espalda. Charles gritaba y se retorcía en el suelo, sin darse cuenta de que los Haley estaban presentes; este último usó una sierra para metales para quitar las esposas de Charles.
A la casa llegaron policías y bomberos. La policía reunió pruebas, encontró la plancha de ropa y el cuchillo de cocina, mientras los bomberos socorrían a las víctimas. Annie fue declarada muerta en la escena. Los bomberos no podían meter los dedos dentro de los jerséis tan ceñidos al cuello de los chicos. La sangre salpicó casi todas las paredes, especialmente alrededor de los cuerpos de las víctimas, lo que indica que las víctimas fueron golpeadas mientras estaban en el suelo. Las víctimas pronto fueron enviadas al Centro Médico Harborview, donde Colin murió cuatro días después. Charles sobrevivió durante 16 días, mientras que Derek por 37 días.
En la misma noche, la víspera de Navidad de 1985, poco después de su asalto y asesinato a la familia Goldmark, Rice intentó recuperar elementos con sus huellas dactilares en la escena del crimen, pero abandonó esa idea después de ver una fuerte presencia policial allí.

### Arresto de Rice
Dos días después, el 26 de diciembre, la policía recibió una llamada telefónica de Robert Brown, alias Husayn Omar Sayfuddiya, un conocido del Duck Club con quien Rice vivió desde los asesinatos, para decirles que creía que su invitado había estado involucrado en los asesinatos de la familia Goldmark, basándose en una confesión que Rice escribió en su libro de visitas que decía «Para a quien corresponda, soy la persona que está buscando en el caso Goldmark». La policía llegó a la residencia de Brown, donde confirmó que el invitado era David Rice y, mientras esperaba que llegaran los detectives, la policía vio a alguien que coincidía con la descripción de Rice y lo persiguió. Cuando estaban cerca de atraparlo, Rice bebió una poción que luego se reveló como nicotina líquida.
En la comisaría, tras recibir la tradicional y preceptiva advertencia Miranda, a Rice le mostraron su libro de visitas y confirmó su posesión y autoría de los mismos, incluida la confesión. Estuvo de acuerdo en completar la confesión, que al finalizar, leía lo siguiente:

To whom it may concern, I am the person you are looking for in the Goldmark case. I know that what I did was a very terrible thing. That is why I am as you see me now. I want it perfectly understood that no one else had anything whatsoever to do with what I did. I went to great lengths to make sure of that. The person that I live with doesn't even know that I am wanted on a different charge. She received a couple of messages on her machine, but I erased them before she got to them. I did not use the rifle that I purchased a few weeks ago, instead, I fooled them with a toy pistol which you will find in the storage locker. I threw the pistol rifle away a couple of weeks ago. Again, I want it understood that no one knew anything about this, so please do not cause any unnecessary suffering to innocent people. I think that I've already done enough. I guess I should tell you why I did what I did. That way, you won't have to ask other people about it. My life is a mess. It has been since my wife left. Anne has been trying to help me straighten it out, but I'm afraid that she isn't able to do much for me. I am much too far gone. When I left high school, I could go out and get a job in any town, at any time I needed one. When I got married, jobs were starting to get scarce. I had to do more walking & searching to find work. I found myself more and more on the unemployment line, which was getting longer and longer. I went to the government offices to see what I could do to alleviate my employment situation, and they recommended that I go to school & learn engineering.
A quien corresponda, soy la persona que buscan en el caso Goldmark. Sé que lo que hice fue algo muy terrible. Por eso soy como me ven ahora. Quiero que se entienda perfectamente que nadie más tuvo nada que ver con lo que hice. Hice todo lo posible para asegurarme de eso. La persona con la que vivo ni siquiera sabe que me buscan por otro cargo. Recibió un par de mensajes en su contestador automático, pero los borré antes de que ella llegara a ellos. No usé el rifle que compré hace unas semanas, en cambio, los engañé con una pistola de juguete que encontrarás en el casillero de almacenamiento. Tiré el rifle [escribió originalmente pistol, «pistola», pero luego se tachó] hace un par de semanas. Nuevamente, quiero que se entienda que nadie sabía nada sobre esto, así que por favor no causen ningún sufrimiento innecesario a personas inocentes. Creo que ya he hecho suficiente. Supongo que debería decir por qué hice lo que hice. De esa manera, no tendrán que preguntarle a otras personas al respecto. Mi vida es un desastre. Lo ha sido desde que mi esposa se fue. Anne ha estado tratando de ayudarme a arreglarla, pero me temo que no puede hacer mucho por mí. He ido demasiado lejos. Cuando terminé la escuela secundaria, podía salir y conseguir un trabajo en cualquier ciudad, en cualquier momento que lo necesitara. Cuando me casé, los trabajos empezaban a escasear. Tuve que caminar más y buscar para encontrar trabajo. Me encontré cada vez más en la fila del desempleo, que se hacía cada vez más larga. Fui a las oficinas del gobierno para ver qué podía hacer para aliviar mi situación laboral y me recomendaron que fuera a la escuela y aprendiera ingeniería.

En ese momento, Rice pidió un abogado y el abogado de Seattle, William Lanning, vino a hablar con él durante una hora y media, y Lanning concluyó diciendo a los policías que su cliente accedió a hablar con ellos a pesar de que sabía que sus declaraciones podrían usarse en su contra. Rice confesó el crimen a dos detectives en un testimonio grabado, explicando las motivaciones, las maneras y los preparativos de los asesinatos.
Rice también le dijo a Homer Brand que «se echó al principal comunista. Hubo cuatro involucrados».
Después de su arresto, se encontraron información y documentos sobre el abogado de fianzas municipales y activista cívico James R. Ellis entre las pertenencias de Rice, lo que generó especulaciones de que Ellis era el próximo objetivo.

## Proceso legal
En el juicio, Rice usó la defensa por locura, argumentando que él no era responsable del crimen; su abogado, Anthony Savage, afirmó que las asociaciones de Rice con grupos de derecha exacerbaron su trastorno delirante paranoico, que tres médicos, que examinaron a Rice, diagnosticaron. La acusación estuvo a cargo de Bill Downing y su asistente Bob Lasnik.
Rice fue condenado el 5 de junio de 1986 por homicidio agravado por las cuatro muertes y sentenciado a muerte cinco días después, el 10 de junio de 1986.
Posteriormente, la condena fue anulada por falta de competencia en la defensa. Rice mostró repetidamente síntomas psicóticos a lo largo de su juicio, pero su abogado no los enfatizó en su defensa.
En 1998, Rice se declaró culpable de los delitos a cambio de evitar la pena de muerte. Permanece en prisión cumpliendo cadena perpetua.
Los asesinatos de los Goldmark siguen siendo uno de los crímenes de odio antisemitas, así como los asesinatos por motivos políticos, más notorios en la memoria reciente en los Estados Unidos, a pesar de que las víctimas no eran en realidad judías ni comunistas como creía erróneamente el asesino. Hubo una controversia sobre si Rice había sido influenciado por el Duck Club. También sigue siendo una cause célèbre de los defensores de la pena capital, ya que Rice evitó la muerte basándose únicamente en la ineptitud del trabajo de su abogado en el juicio.
Rice está actualmente encarcelado en la Penitenciaría del Estado de Washington y fue entrevistado para el documental de PBS de 1987, Faces of the Enemy.

## Legado
En 1986, se estableció la Fundación Goldmark, con el propósito de contribuir a la causa que la familia Goldmark habría apoyado, aportando más de $ 200 000 a diversas causas locales, o $ 500 000 si se contaran también dólares donados correspondientes. Al principio, otorgó pequeñas subvenciones, alrededor de $ 2500, a pequeños grupos sin fines de lucro que necesitaban un impulso modesto, antes de pasar a otorgar subvenciones más sustanciales, en el rango de $ 25 000, para tener un impacto duradero. Entre los beneficiarios se encontraban:
- La Asociación Cristiana de Jóvenes, para ayudar a los niños desfavorecidos a asistir al Campamento Orkila en las Islas San Juan, en el Mar de los Salish, donde los niños Goldmark fueron a acampar.
- La Fundación Legal de Washington, sin fines de lucro, que cuenta con Charles Goldmark entre sus fundadores, para pagar las Pasantías de Igualdad de Acceso a la Justicia de Goldmark para estudiantes de derecho, proporcionando pasantes de derecho a organizaciones que generalmente no pueden pagarlos pero los necesitan para funcionar.
- La Asociación de Ciudades Hermanas de Seattle-Nantes para becas que fomentan el entendimiento entre Francia y los Estados Unidos.
- La Escuela Bush, donde estudiaron los chicos Goldmark.
- El Centro Médico Harborview.
- La Unidad de Asistencia a las Víctimas del Departamento de Policía de Seattle, cuyo trabajo por las víctimas después de la masacre fue felicitado por amigos.

Para 1992, la Fundación Goldmark se quedó sin fondos y no sabía si alguna vez recaudaría más dinero
En 1992, se inauguró una placa en Seattle, en Madrona Drive y Lake Washington Boulevard, en el recién nombrado Goldmark Overlook, en honor a la familia Goldmark.
Fue la primera vez en Seattle que ciudadanos privados que se convirtieron en víctimas de asesinato recibieron un memorial. La Fundación Goldmark donó $ 15 000 para el mirador de $ 83 000, parte del plan del Departamento de Parques y Recreación local para embellecer la orilla del lago.
El hermano de Charles Goldmark, Peter J. Goldmark, es ex-Comisionado de Tierras Públicas del Estado de Washington y director del Departamento de Recursos Naturales de Washington.